# لاک‌پشت‌های رودخانه‌ای آمریکای مرکزی
لاک‌پشت‌های رودخانه‌ای آمریکای مرکزی یک تیره از لاک‌پشت‌ها هستند. این خانواده توسط جان ادوارد گری در سال ۱۸۷۰ نامگذاری شد و تنها گونهٔ موجود آن هیکاتی است.